# Nurettin Demirtaş
Nurettin Demirtaş  (Palu, Turquía, 1972) es un político kurdo retirado de la política activa. En 2007 fue elegido presidente del Partido de la Sociedad Democrática (DTP). Fue encarcelado en varias ocasiones. Es hermano del líder del Partido Democrático del Pueblo (HDP) Selahattin Demirtaş que ha logrado en las elecciones legislativas de Turquía de junio de 2015 superar, por primera vez en la historia de un partido pro-kurdo y de izquierdas en Turquía, el umbral del 10 % de votos que la legislación turca exige para que una formación política acceda al Parlamento. 

## Biografía
Estudió la escuela secundaria en Diyarbakir y posteriormente en la Universidad de Mugla donde fue detenido en 1993 por sus actividades políticas relacionadas con el nacionalismo kurdo. Pasó los siguientes 12 años en prisión. Después de su liberación se convirtió en el presidente fundador de una sociedad para el desarrollo de la sociedad civil.
En noviembre de 2007 fue elegido presidente del Partido de la Sociedad Democrática (DTP) en la segunda asamblea general. Fue el único candidato. Desde principios del 2007 ya ocupaba la vicepresidencia del partido. La dirección de este partido se estructuró a tres bandas: Nurettin Demirtaş y Emine Ayla copresidentes y Ahmed Türk presidente del grupo parlamentario.
En su discurso como Presidente del DTP  Nurettin Demirtaş instó a los políticos del país a utilizar los recursos materiales, tiempo y energía de Turquía para el desarrollo de la paz social en vez de invertir en esfuerzos militares. Dos semanas antes el Parlamento aprobó una moción autorizando una operación transfronteriza de las Fuerzas Armadas Turcas contra la guerrilla kurda del PKK en el norte de Irak.
A finales de 2007 fue detenido a su regreso de una gira europea y encarcelado bajo la acusación de falsificar documentos para eludir el servicio militar. Fue liberado el 28 de abril de 2008 por un tribunal militar y se alistó en el ejército el día siguiente cumpliendo con la obligación de todos los varones turcos de servir en el ejército por hasta 15 meses después de la edad de 20 años a menos que tengan problemas de salud que les impiden cumplir el servicio militar. 
Es hermano del líder del HDP Selahattin Demirtaş quien en agosto de 2015 declaró que hace tiempo no tiene noticias de él ante los rumores de que Nurettin estaba luchando contra el Estado Islámico en Irak.